# Ekwadorskie odznaczenia
Ekwadorskie odznaczenia
| Baretka                                   | Nazwa polska                                                      | Nazwa hiszpańska                                                                   |
| Odznaczenia cywilne (prezydenckie)        | Odznaczenia cywilne (prezydenckie)                                | Odznaczenia cywilne (prezydenckie)                                                 |
| ----------------------------------------- | ----------------------------------------------------------------- | ---------------------------------------------------------------------------------- |
|                                           | Order Narodowy Świętego Wawrzyńca                                 | Orden Nacional de „San Lorenzo”                                                    |
|                                           | Order Narodowy Zasługi                                            | Orden Nacional "Al Mérito"                                                         |
|                                           | Order Narodowy Honorato Vásqueza                                  | Orden Nacional „Honorato Vásquez”                                                  |
| Odznaczenia wojskowe                      |                                                                   |                                                                                    |
| w przygot.                                | Odznaka „Krzyż Zasługi Wojennej”                                  | Condecoracion "Cruz al Mérito de Guerra"                                           |
| w przygot.                                | Odznaka „Za Zasługi Wojskowe”                                     | Condecoracion "Al Mérito Militar"                                                  |
|                                           | Odznaka „Gwiazda Abdóna Calderóna” I klasy                        | Condecoracion "Estrella Abdon Calderon" – Primera Clase                            |
|                                           | Odznaka „Gwiazda Abdóna Calderóna” II klasy                       | Condecoracion "Estrella Abdon Calderon" – Segunda Clase                            |
|                                           | Odznaka „Gwiazda Abdóna Calderóna” III klasy                      | Condecoracion "Estrella Abdon Calderon" – Tercera Clase                            |
| w przygot.                                | Odznaka „Akademia Wojenna”                                        | Condecoracion "Academia de Guerra"                                                 |
| w przygot.                                | Odznaka Krzyż Wielki Honoru Wojskowego                            | Condecoracion "Gran Cruz de Honor Militar"                                         |
| w przygot.                                | Odznaka „Krzyż Honoru Wojskowego”                                 | Condecoracion "Cruz de Honor Militar"                                              |
| w przygot.                                | Odznaka „Siły Zbrojne”                                            | Condecoracion "Fuerzas Armadas"                                                    |
| w przygot.                                | Odznaka „Honor i Dyscyplina”                                      | Condecoracion "Honor y Disciplina"                                                 |
| w przygot.                                | Odznaka „Wysoki Honor i Godność Wojskowa”                         | Condecoracion "Alto Honor y Dignidad Militar"                                      |
| w przygot.                                | Odznaka „Honor i Godność Wojskowa”                                | Condecoracion "Honor y Dignidad Militar"                                           |
| w przygot.                                | Odznaka „Gwiazda Ekwadorskich Sił Zbrojnych”                      | Condecoracion "Estrella de las Fuerzas Armadas del Ecuador"                        |
| w przygot.                                | Odznaka „Za Zasługi Atahualpy”                                    | Condecoracion "Al Mérito Atahualpa"                                                |
|                                           | Odznaka Zasługi Lotniczej „Kondor Andów”                          | Condecoracion al Mérito Aeronáutico "Condor de los Andes"                          |
| Odznaczenia ustawodawców                  |                                                                   |                                                                                    |
| w przygot.                                | Odznaka „Kongres Narodowy Republiki Ekwador, Generał Eloy Alfaro” | Condecoración “Congreso Nacional de la República del Ecuador, General Eloy Alfaro” |
| w przygot.                                | Odznaka „José Joaquín de Olmedo”                                  | Condecoración “José Joaquín de Olmedo”                                             |
| w przygot.                                | Odznaka „Vicente Rocafuerte”                                      | Condecoración “Vicente Rocafuerte”                                                 |
| w przygot.                                | Odznaka „Generał Rumiñahui”                                       | Condecoración “General Rumiñahui”                                                  |
| Odznaczenia sądownictwa                   |                                                                   |                                                                                    |
| w przygot.                                | Odznaka Zasługi                                                   | La Condecoración al Mérito                                                         |
| Odznaczenia rady miasta stołecznego Quito |                                                                   |                                                                                    |
| w przygot.                                | Medal „San Francisco de Quito”                                    | Medalla “San Francisco de Quito”                                                   |
| w przygot.                                | Medal „Sebastián de Benalcázar”                                   | Medalla “Sebastián de Benalcázar”                                                  |
| w przygot.                                | Odznaka „Eugenio Espejo”                                          | Condecoración “Eugenio Espejo”                                                     |
| w przygot.                                | Odznaka „Manuela Sáenz”                                           | Condecoración “Manuela Sáenz”                                                      |
|                                           | Odznaka „Federico González Suárez”                                | Condecoración “Federico González Suárez”                                           |
| w przygot.                                | Odznaka „Jacinto Jijón y Caamaño”                                 | Condecoración “Jacinto Jijón y Caamaño”                                            |
| w przygot.                                | Odznaka „Aurelio Espionosa Pólit”                                 | Condecoración “Aurelio Espionosa Pólit”                                            |
| w przygot.                                | Odznaka „Oswaldo Guayasamín”                                      | Condecoración “Oswaldo Guayasamín”                                                 |
| w przygot.                                | Odznaka „Pablo Traversari”                                        | Condecoración “Pablo Traversari”                                                   |
|                                           | Odznaka „Manuela Espejo”                                          | Condecoración “Manuela Espejo”                                                     |
| w przygot.                                | Odznaka „María Verónica Cordovez”                                 | Condecoración “María Verónica Cordovez”                                            |
| Odznaczenia dawne, wygasłe lub zniesione  |                                                                   |                                                                                    |
|                                           | Krzyż Wojenny 1941                                                | Cruz de Guerra 1941                                                                |